# Sinagoga de Aviñón
La sinagoga de Aviñón es una emblemática sinagoga del siglo XVIII ubicada en el centro del casco antiguo de Aviñón, en el sur de Francia.

## Historia
Antiguamente Aviñón ya contaba con una sinagoga mucho más antigua, que estaba ubicada en pleno barrio judío entre el palacio papal y el puente de Aviñón, en el sitio de la actual plaza de Jerusalén. A finales de la década de 1220, el obispo de Aviñón resolvió reubicar la judería de la ciudad y con ella la sinagoga, obligando a la población judía a confinarse en un barrio delimitado por tres puertas, denominadas «la puerta de arriba», «la puerta de abajo» y el portalet.
La actual sinagoga fue erigida en este barrio entre 1785 y 1787, diseñada y construida por François Franque. El edificio, lujosamente decorado con distintos ornamentos, fue incorporando a lo largo de los siguientes años distintos espacios, entre ellos una sala comunitaria, un mikve, una carnicería kósher, una panadería, una sala de estudios y un salón de bodas, convirtiéndose por tanto en el centro de toda la actividad judía de la ciudad.
El edificio fue destruido en 1845 a causa de un incendio, y restaurado en su totalidad (incluidos algunos agregados) el año siguiente, de la mano del arquitecto Joseph-Auguste Joffroy. Su reapertura en 1849 se recoge en los registros como fecha de inauguración oficial de la sinagoga.
En 1993, la sinagoga de Aviñón fue declarada monumento histórico de Francia (con número de registro DK 736) e indexada en la Base Mérimée (n.º PA00081947).

## Arquitectura
Dentro del edificio de planta cuadrada, un espacio neoclásico circular rodeado de columnas blancas estilizadas conforma la sala de oraciones. Las columnas apoyan una galería superior, también rodeada de columnas del mismo estilo que parecen una continuación de las columnas inferiores y que apoyan el tambor de la cúpula de la sinagoga. El mobiliario del edificio está hecho de nogal.